# Abujazid Ruszlanovics Mancigov
Abujazid Ruszlanovics Mancigov (oroszul: Абуязид Русланович Манцигов) (1993. július 28. –) orosz kötöttfogású birkózó. A 2019-es birkózó-világbajnokságon a döntőig jutott a 72 kg-os súlycsoportban, szabadfogásban. Az Európa-bajnokságon 2019-ben aranyérmet szerzett 72 kg-ban és 2017-ben 71 kg-ban bronzérmet szerzett.

## Sportpályafutása
A 2019-es birkózó-világbajnokságon az elődöntőben 8-0-ra verte a magyar Korpási Bálintot, így a döntőig jutott, ahol ellenfele az üzbég Aram Vardanyan volt.